# Tempelhof (Chronstau)
Tempelhof (polnisch Niwki) ist eine Ortschaft in Oberschlesien. Der Ort liegt in der Gemeinde Chronstau (Gmina Chrząstowice) im Powiat Opolski in der Woiwodschaft Oppeln in Polen.

## Geographie

### Geographische Lage
Das Straßendorf Tempelhof liegt fünf Kilometer nordöstlich des Gemeindesitzes Chronstau (Chrząstowice) sowie zwölf Kilometer östlich der Kreisstadt und Woiwodschaftshauptstadt Opole (Oppeln). Der Ort liegt in der Nizina Śląska (Schlesische Tiefebene) innerhalb der Równina Opolska (Oppelner Ebene). Das Dorf liegt inmitten eines weitläufigen Waldgebietes. Zwei Kilometer nördlich von Tempelhof liegt der Turawa-Stausee.

### Nachbarorte
Nachbarorte von Tempelhof sind südlich des Waldes der Gemeindesitz Chronstau (Chrząstowice) und Dembiohammer (Dębska Kuźnia ).

## Geschichte

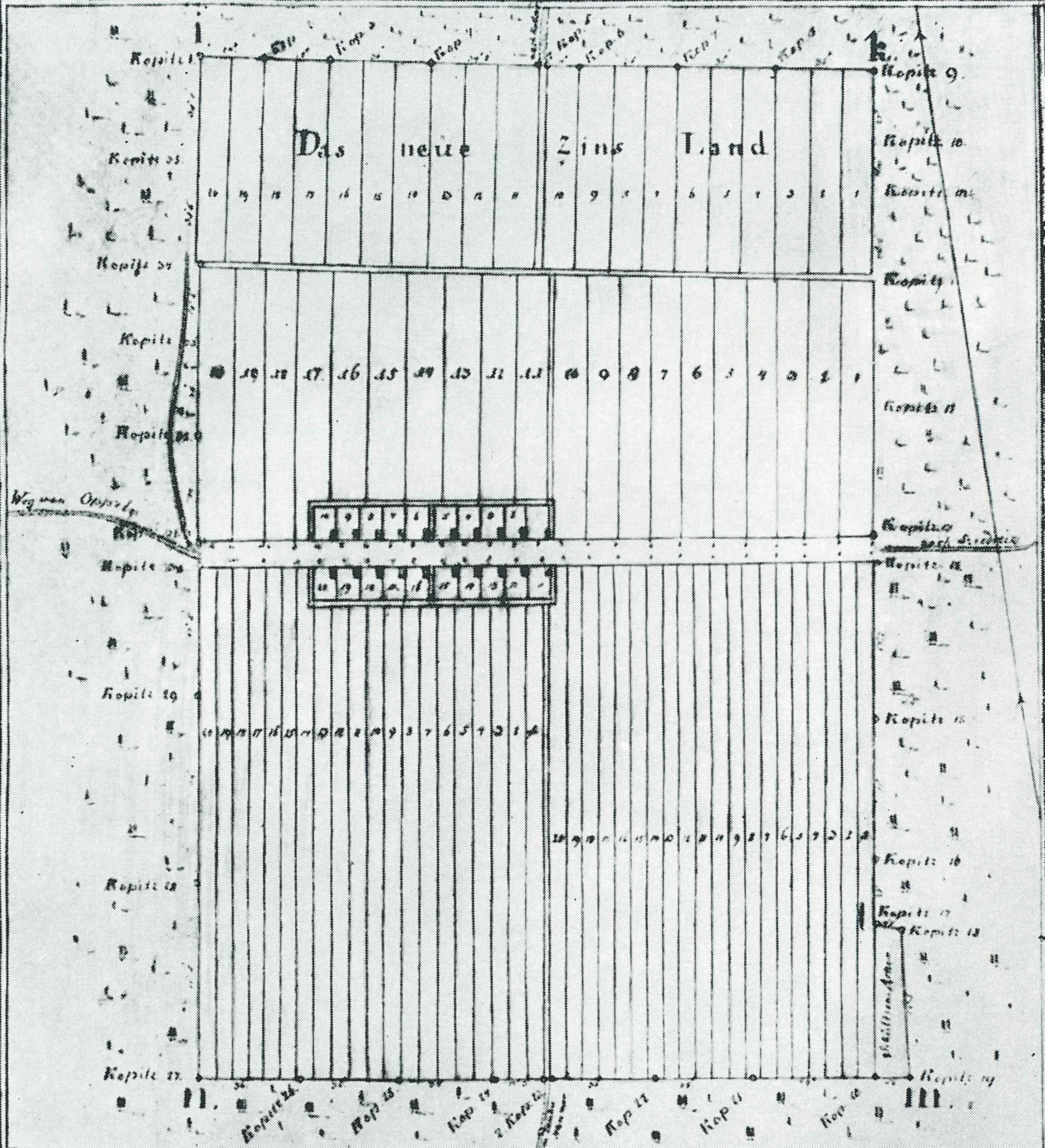
Kolonistenplan von 1770

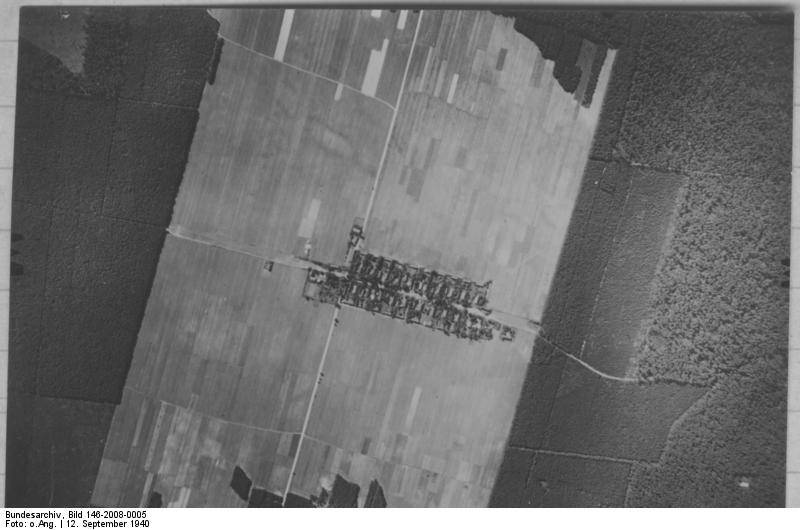
Luftbild von Tempelhof von 1940

Die Kolonie Tempelhof wurde 1770 mitten im Krascheower Forst gegründet. Sie erhielt ihren Namen nach dem Förster Templer, der für die Gründung der Siedlung verantwortlich war und Siedler aus den nahegelegenen Dörfern Dembiohammer, Grudschütz und Sczedrzik anwarb. Es wurden 20 Wohnplätze für die Kolonisten angelegt, die Holzkohle für die Königliche Eisenhütte an der Malapane (heute zu Ozimek) herstellten. Die Struktur der Siedlung mit der Hauptstraße an der sich beidseitig die Kolonistenhäuser mit Gärten aufreihen, blieb bis heute erhalten, ebenso wie das Heiligenhäuschen in der Ortsmitte, das vom Oppelner Steinmetz Knauer aufgestellt wurde. Die zumeist katholische Bevölkerung war nach Sczedrzik eingepfarrt. 1783 lebten im Ort 108 Einwohner, 1844 umfasste der Ort 22 Häuser und 190 Einwohner, im Jahre 1855 176 und 1861 schließlich 184 Einwohner.
Bei der Volksabstimmung am 20. März 1921 stimmten 8 Wahlberechtigte für einen Verbleib bei Deutschland und 95 für Polen. Gleichwohl verblieb Tempelhof mit dem gesamten Stimmkreis Oppeln beim Deutschen Reich. 1933 lebten in Tempelhof 187 Einwohner, 1939 dann 200.
1945 kam der bisher deutsche Ort unter polnische Verwaltung, wurde in Niwki umbenannt und der Woiwodschaft Schlesien angeschlossen. 1950 wurde Niwki der Woiwodschaft Oppeln zugeteilt, 1999 wurde es Teil des wiedergegründeten Powiat Opolski.
1992 wurde vom Oppelner Bildungskuratorium und dem deutschen Generalkonsulat in Breslau das Program NIWKI ins Leben gerufen. In Tempelhof werden seitdem Lehrer aus der Wojewodschaft Opole für den Deutschunterricht auch in bilingualen Klassen ausgebildet und zertifiziert.
Aufgrund ihrer Lage inmitten von Wäldern, nahe dem Turawa-Stausee ist die Ortschaft heute ein beliebtes Naherholungsgebiet für Opole. So standen in Tempelhof 2006 z. B. neben 56 Wohnhäusern 104 Wochenendhäuser.
Seit dem 25. Januar 2006 ist Deutsch in der Gemeinde Chronstau, der Tempelhof angehört, zweite Amtssprache. Im Mai 2008 wurde der zusätzliche amtliche Ortsname Tempelhof, im Dezember 2008 dann zweisprachige Ortsschilder eingeführt.

## Sehenswürdigkeiten

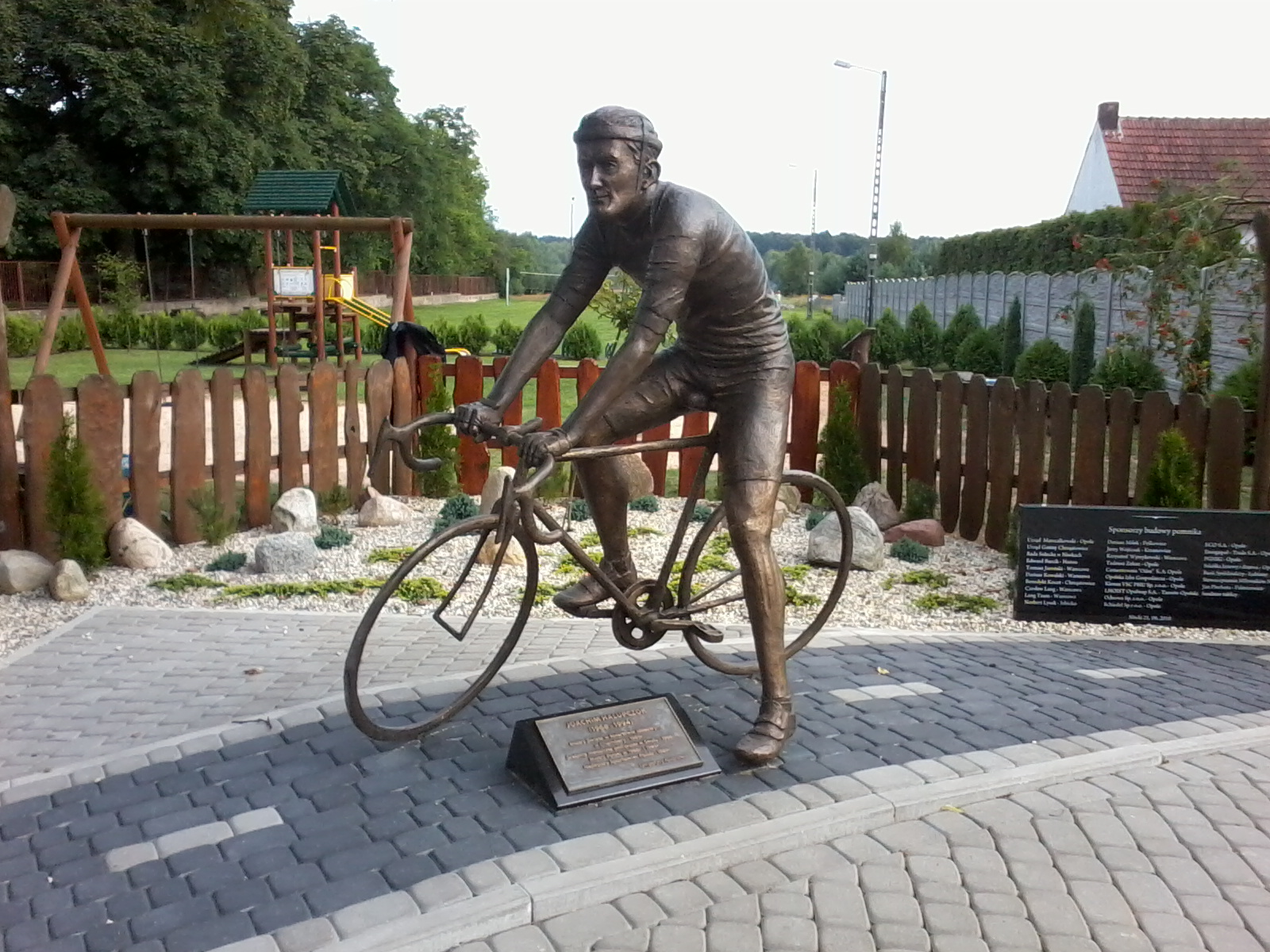
Denkmal für den Radsportler Joachim Halupczok

- Bronzestatue von Joachim Halupczok
- Denkmal für die Gefallenen beider Weltkriege
- Wegekapelle mit Marienstatue
- Steinernes Wegekreuz

## Persönlichkeiten
- Joachim Halupczok (1968–1994), Radrennfahrer